# Adolf Goldfeder (pianista)
Adolf Goldfeder (zm. 1944) – polski pianista i prawnik.

## Życiorys
Ukończył Konserwatorium Muzyczne w Warszawie w 1924 roku (klasa Henryka Melcera-Szczawińskiego) wraz z Romanem Jasińskim i Stanisławem Szpinalskim.
Uczył się też u Filipa Liebermana. Ukończył także prawo.
W getcie warszawskim grał w duecie z Władysławem Szpilmanem w kawiarni „Sztuka”. Wyszedł z getta dzięki Michałowi Gabrielowi Karskiemu, który ukrywał go u siebie przez dwa lata.
Został rozstrzelany przez Niemców pod Warszawą krótko przed wkroczeniem Armii Czerwonej.